# 973

973(구백칠십삼)은 972보다 크고 974보다 작은 자연수다.

## 수학
- 합성수로, 그 약수는 1, 7, 139, 973이다. 진약수의 합은 147이므로, 973은 부족수다.
  - 291번째 반소수다. 앞의 반소수는 965, 다음 반소수는 974다.
- {\displaystyle 43^{6}-1}은 973으로 나누어떨어진다.

## 과학
- NGC 973(영어판): 삼각형자리 방향에 있는 나선 은하.

## 교통
- 973번 홋카이도도(일본어판)

## 문화유산
- 대한민국의 보물 제973호: 대불정여래밀인수증료의제보살만행수능엄경(언해) 권4, 7, 8

## 방송
- 지니 TV의 EBS 잉글리쉬 채널 번호.
- B tv의 골프앤PBA 채널 번호.
- U+ TV의 아시아UHD 채널 번호.
- B tv 케이블의 스크린골프존 채널 번호.

## 기타
- 연도: 973년, 기원전 973년